# Grammonota
Grammonota là một chi nhện trong họ Linyphiidae.